# Meczet Abbasa
Meczet Abbasa (arab. ‏مسجد الامام العباس‎) – meczet z miejscem pochówku Abbasa ibn Alego, syna Alego i brata przyrodniego Hasana i Husajna, w mieście Karbala w Iraku. Meczet jest częścią sanktuarium Imama Husajna, które zbudowano bezpośrednio w miejscu bitwy pod Karbalą.